# Iglesia de San Vicente de Paúl (Marsella)
La iglesia de San Vicente de Paúl de Marsella (en francés: église Saint-Vincent-de-Paul) es una iglesia católica francesa del siglo XIX de estilo neogótico erigida en el barrio Thiers, en la parte superior de la Canebière; los marselleses la apodan la iglesia de los Reformados. Debe su nombre actual al emplazamiento de una antigua capilla de los Agustinos Reformados.
La iglesia fue inscrita en el título de los monumentos históricos por decreto del 2 de marzo de 2015..

## Historia

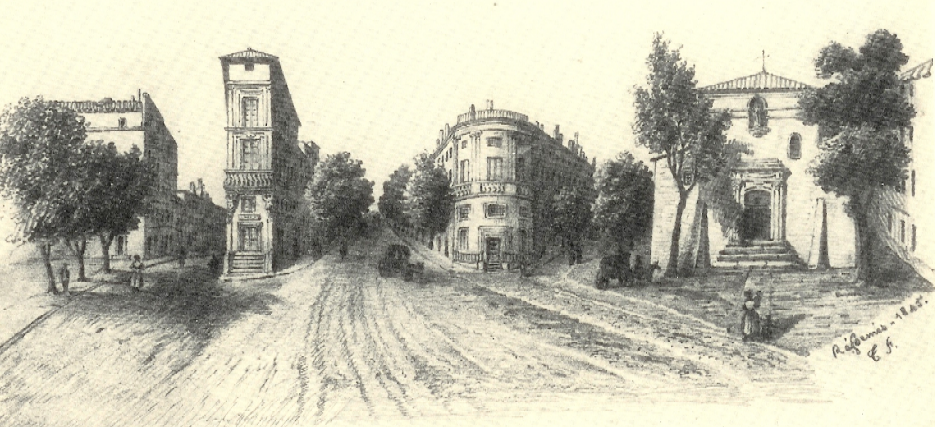
Antigua capilla de los Agustinos reformados (drcha.).
(A la izqda., actual rue Consolat; en el centro, boulevar de la Libération; contra la iglesia, actual boulevar Franklin-Roosevelt. Aunque el lugar es menos campestre, los edificios que se ven en este grabado (salvo la iglesia)se conservan

La primera piedra de la antigua capilla fue colocada por el duque de Guisa el 20 de junio de 1611 y se dedicó a san Nicolás de Tolentino. Después del Concordato de 1801, fue destruida el 31 de octubre de 1868 para dar paso a la actual iglesia.
Esta nueva iglesia fue construida siguiendo los planos del arquitecto François Reybaud que adoptó el estilo gótico del siglo XIII y la primera piedra fue colocada el 22 de abril de 1855 por monseñor Eugène de Mazenod. Sin embargo, la construcción no estuvo exenta de problemas: en 1862, cuando el arquitecto se retiró, un sacerdote, el abate Joseph Pougnet, rehízo los planos; después fue necesaria la ayuda de los parroquianos de San Vicente de Paúl en 1885 que reunieron tres millones de francos para finalmente permitir la inauguración el 20 de septiembre de 1886.
Las dos flechas de la iglesia se elevan hasta los 70 metros. Sus puertas de madera están adornadas con paneles de bronce hechos por Caras-Latour y los magníficos vitrales son de Edouard Didron.